# Zagrodno (województwo dolnośląskie)
Zagrodno (niem. Adelsdorf, po 1945 roku Adelin) – wieś w Polsce, położona w województwie dolnośląskim, w powiecie złotoryjskim, w gminie Zagrodno, na pograniczu Pogórza Kaczawskiego w Sudetach i Niziny Śląsko-Łużyckiej (Równiny Chojnowskiej).

## Podział administracyjny
W latach 1975–1998 miejscowość należała administracyjnie do województwa legnickiego.

## Demografia
Według Narodowego Spisu Powszechnego (III 2011 r.) liczyło 1471 mieszkańców. Jest największą miejscowością gminy Zagrodno.

## Nazwa
12 listopada 1946 nadano miejscowości polską nazwę Zagrodno.

## Historia
W 1945 r. miejscowość została zajęta przez wojska radzieckie, a następnie przyłączona do Polski. Ówczesnych mieszkańców wysiedlono do Niemiec.

## Powodzie
7 sierpnia 2010 Zagrodno zostało zalane przez wezbraną po opadach rzekę Skorę; poziom wody osiągnął wysokość ponad 3 metry.

## Zbiory Ossolineum i innych bibliotek
W 1944 r. Niemcy umieścili w zabudowaniach folwarku przy pałacu w Zagrodnie część zbiorów Centralnej Biblioteki Wojskowej, Warszawskiego Towarzystwa Muzycznego, autografy utworów Juliusza Słowackiego, Fredry, Adama Mickiewicza, Kasprowicza, Morsztyna, Potockiego, Asnyka, Sienkiewicza, Żeromskiego, Reymonta, oraz ewakuowane przed frontem na Wawel przez Mieczysława Gębarowicza wybrane książki z lwowskiego Zakładu Narodowego im. Ossolińskich. Zachowane zbiory biblioteczne zostały odnalezione m.in. przez doktora Knota z Wrocławia i zasiliły w 1947 r. reaktywowaną we Wrocławiu Bibliotekę Ossolineum oraz powróciły do bibliotek z których pochodziły.

## Zabytki
Do wojewódzkiego rejestru zabytków wpisane są:
- kościół ewangelicki, obecnie rzymskokatolicki, parafialny, pw. Matki Bożej Nieustającej Pomocy i Chrystusa Króla, z lat 1789-1792 (projekt Carla Gottharda Langhansa).
- cmentarz przykościelny, z XIV w., XVIII w.
- kaplica grobowa rodziny Reibnitzów, z XVIII w.
- zespół dworski I, z XVI w., z drugiej połowy XIX w.
  - dwór z XVI w.
  - park
- zespół dworski II, nr 157, z 1750 r.
  - dwór z XVIII w.
  - park